# ريد موريسون
ريد موريسون (بالإنجليزية: Red Morrison)‏ مواليد 26 أبريل 1932، هو لاعب كرة سلة أمريكي سابق. بدأ مسيرته الاحترافية في سنة 1954. تم اختياره من قبل فريق بوسطن سيلتكس خلال الدرافت. يبلغ طوله 6 قدم 8 بوصة (2.0 م). اعتزل اللعب في 1959. أحرز خلال مسيرته في الإن بي إيه 555 نقطة بمعدل 3.6 نقاط في المباراة الواحدة. لعب مع بوسطن سيلتكس وأتلانتا هوكس.

## روابط خارجية
- ريد موريسون على موقع إن بي أي (الإنجليزية)
- ريد موريسون على موقع سبورتس رفرنس (الإنجليزية)
- ريد موريسون على موقع كلية كرة السلة في سبورتس رفرنس.كوم (الإنجليزية)
- ريد موريسون على موقع ريلجم (الإنجليزية)
- ريد موريسون على موقع بروبوليرز (الإنجليزية)